# TFTR
TFTR（Tokamak Fusion Test Reactor、トカマク核融合試験炉）は1980年代にニュージャージー州プリンストンのプリンストンプラズマ物理研究所に作られたトカマク装置。
PDX (Poloidal Diverter Experiment) やPLT (Princeton Large Torus) に続いて建設され、最終的に核融合で入力エネルギーと出力エネルギーの損益分岐点に達することが望まれた。TFTRはその目標には到達しなかったものの、閉じ込め時間とエネルギー密度で大きな進歩を生み出し、最終的にITER建設のため必要な知識要素として反映された。TFTRは1982年から1997年まで運用された。
1986年に最初のスーパーショットを達成し、多くの核融合中性子を生み出した。1994年、等量の重水素とトリチウムから構成されるプラズマから世界記録となる10.7MWのエネルギーを生産した。これは1997年に英国にある欧州トーラス共同研究施設が22MWの入力で16MWの出力を達成するまで世界記録であった。
現在、NSTXが後継機として稼動している。

## 註
1. ↑  Fusion. Robin Herman. 1990. ISBN 0-521-38373-0